# Embraer EMB 110
Pour les articles homonymes, voir Bandeirante (homonymie).
Dimensions
L'Embraer EMB-110 Bandeirante est un avion à double turbopropulseur construit par l'entreprise brésilienne Embraer, conçu par l'ingénieur français Max Holste. Il est utilisé pour l'aviation civile et militaire.
En juillet 2019, il reste 42 Embraer EMB-110 dans le monde en service dans 15 compagnies aériennes.
Il fut le premier avion de la compagnie aérienne Ryanair, fondée en 1985. Il opérait sur une unique ligne entre l'île Irlandaise de Waterford et Londres-Gatwick.
Il tire son nom Bandeirante du portugais bandeirante qui veut dire pionnier, en hommage aux pionniers de l'empire portugais.